# Nokia N90
Il Nokia N90 è un telefono cellulare prodotto dall'azienda finlandese Nokia e messo in commercio nel 2005].
È stato il primo telefono ad adottare una macchina fotografica da 2Mpx con ottica Zeiss, tant'è che, date le peculiarità fotografiche adottate, Nokia decise di non montare la "vibrazione" come strumento di notifica di chiamate/sms, in quanto col tempo avrebbe potuto danneggiare le ottiche del sistema Zeiss.

## Caratteristiche
- Dimensioni: 112 × 51 × 24 mm
- Massa: 173 g
- Risoluzione display: 352 × 416 pixel
- Durata batteria in conversazione: 3 ore
- Durata batteria in standby: 288 ore (12 giorni)
- Memoria: 31 MB espandibile con MMC
- Fotocamera: 2.0 megapixel con ottica Carl-Zeiss (primo telefono al mondo adottare tale tecnologia)
- Bluetooth